# إلبيرت روت
إلبيرت روت (بالإنجليزية: Elbert Root)‏ هو غطاس أمريكي، ولد في 20 يوليو 1915 في تشارلستون في الولايات المتحدة، وتوفي في 15 يوليو 1983 في بوسطن في الولايات المتحدة.

## وصلات خارجية
- إلبيرت روت على موقع اللجنة الأولمبية الدولية (الإنجليزية)
- إلبيرت روت على موقع أوليمبيديا (الإنجليزية)